# Ilia Londaridze
Ilia Londaridze (georgiska: ილია ლონდარიძე), född 15 september 1989 i Tbilisi, är en georgisk basketspelare som för närvarande spelar för klubben SHSS Tbilisi i Georgiska superligan.
Londaridze inledde sin karriär i den Tbilisibaserade klubben Maccabi Brinkford år 2008. Året därpå gick han till den tidigare storklubben BK Dinamo Tbilisi. Säsongen därpå spelade han i TSU Tbilisi innan han år 2011 gick till SHSS Tbilisi. 